# Método de estudio
La metodología de casos de estudios  es un método de enseñanza que utiliza casos que requieren toma de decisiones para colocar a los estudiantes en el rol de personas que se enfrentaron con decisiones difíciles en su pasado. En marcado contraste con muchos otros métodos de enseñanza, el método de casos requiere que los instructores se abstengan de brindar sus propias opiniones sobre las decisiones en consideración. En vez de ello, la principal tarea de los instructores que utilizan el método de caso de estudio es proponer a los estudiantes que elaboren y defiendan soluciones a los problemas que conforman el meollo de cada caso.
Inicialmente propuesta por Christopher Columbus Langdell en 1870 en la escuela de leyes de Harvard, la metodología ha ganado amplia aceptación en la enseñanza de otras disciplinas. Es muy popular el uso de casos de estudio en las escuelas de negocio. 
En los negocio muchas veces en lugar de clases, los profesores involucran a los estudiantes en animadas discusiones usando el método de estudio de caso. En el transcurso de programas tipo MBA, los estudiantes analizan cientos de casos del mundo de los negocios. Estos casos tratan diversas temáticas tales como liderazgo, finanzas, estrategias, innovación, gestión de personas, diseño organizacional, mercadeo, fusiones de empresas entre muchos otros temas de la vida real. Cada caso presenta una situación a la cual se enfrenta cierta persona en una empresa, y del análisis de la información presentada y relatada en el caso y los estudiantes como responsables de la toma de decisiones, debe analizar la situación y expresar que es lo que harían y porque consideran dichas decisiones las más convenientes.
Los casos de estudio son una herramienta de ciencias sociales que consiste en ejemplos reales en los que se presenta una historia positiva sobre los efectos que un producto o tratamiento le han significado a determinados usuarios.
Se pueden presentar a través de una nota de prensa, folletos o un anuncio.
También es un recurso que se utiliza en publicidad.